# Ferry Weertman
Pour les articles homonymes, voir Weertman.
Ferry Weertman, né le 27 juin 1992 à Naarden, est un nageur néerlandais, vice-champion du monde en 2015 puis champion olympique en 2016 du 10 km nage libre hommes.

## Biographie
En 2015, Ferry Weertman est élu Nageur en eau libre de l'année par la Ligue européenne de natation (LEN).
Le 16 août 2016, il remporte la médaille d'or du 10 km en eau libre lors des Jeux olympiques d'été à Rio de Janeiro en 1 h 52 min 59 s 8.
Le 16 septembre 2017, Weertman remporte le Swim Serpentine, une course de un mile dans le Serpentine à Londres en 17 min 16 s.
Le 9 août 2018, il remporte la médaille d'or du 10 km en eau libre lors des Championnats d'Europe de natation à Glasgow en 1 h 49 min 28 s 2.

## Palmarès

### Jeux olympiques
- Jeux olympiques de 2016 à Rio de Janeiro ( Brésil) :
  -  Médaille d'or du 10 km en eau libre

### Championnats du monde
- Championnats du monde 2015 à Kazan ( Russie) :
  -  Médaille d'argent du 10 km en eau libre
- Championnats du monde 2017 à Budapest ( Hongrie) :
  -  Médaille d'or du 10 km en eau libre

### Championnats d'Europe
- Championnats d'Europe 2018 à Glasgow ( Royaume-Uni) :
  -  Médaille d'or sur 5 km eau libre mixte (avec Esmee Vermeulen, Pepijn Maxime Smits et Sharon van Rouwendaal)
  -  Médaille d'or du 10 km en eau libre

### Autres
- Swim Serpentine 2017 à Londres ( Royaume-Uni)